# Кънчо Кесариев
Кънчо Кесариев е български революционер, родом от Габрово.
Учи в Белград. Бил е учител в Търново (1855-1865). Член на Тайния централен български комитет в Търново (централен за България). Участва в Търновското въстание през 1856 г.